# Takalik Abaj

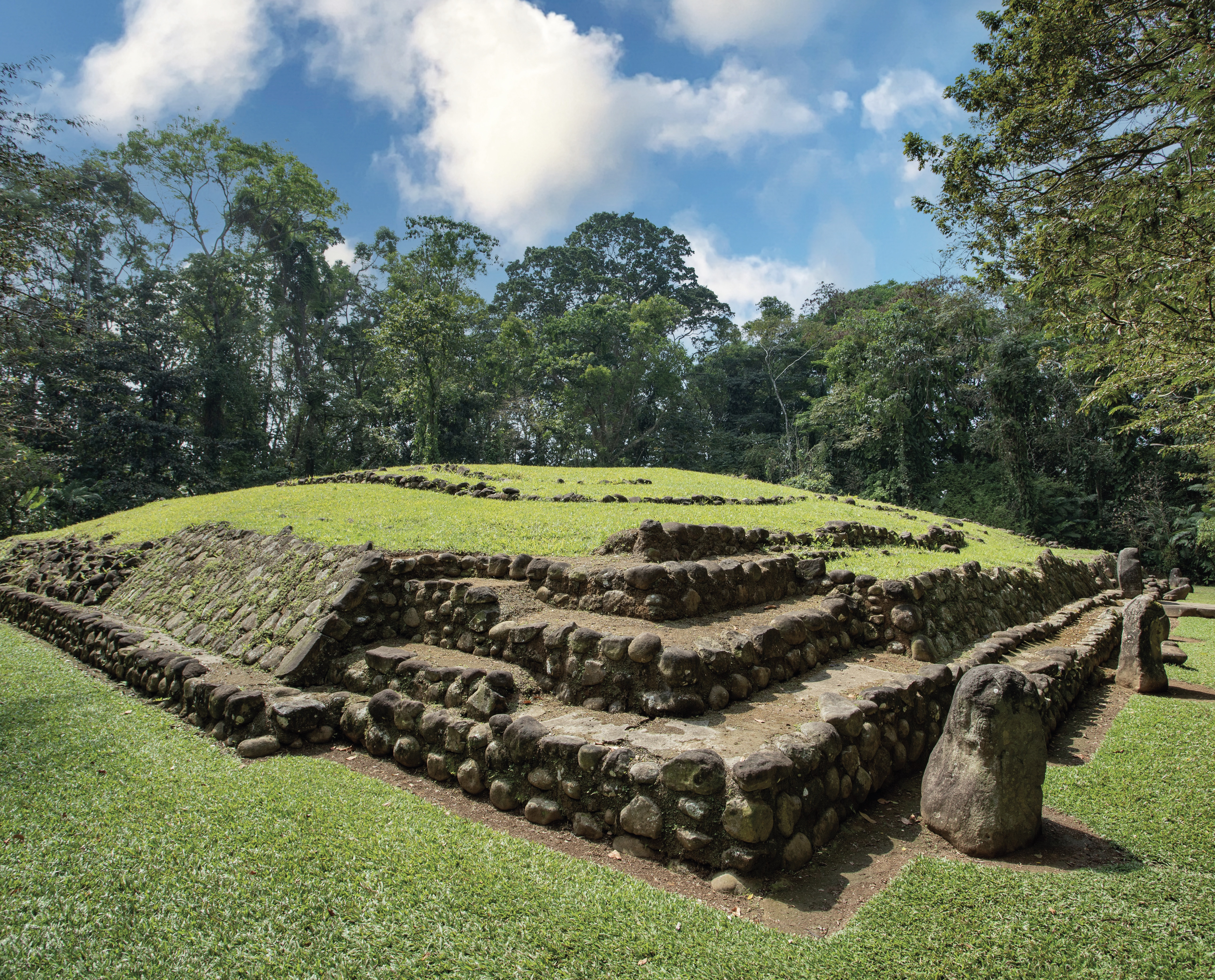
Struktura 12 datowana na okres klasyczny

Takalik Abaj – prekolumbijskie stanowisko archeologiczne położone w południowo-zachodniej części Gwatemali w departamencie Retalhuleu.
Jest jednym z kilku mezoamerykańskich stanowisk o cechach zarówno olmeckich, jak i majańskich. Szczyt rozwoju miasta przypadł na okres preklasyczny i klasyczny, kiedy to było ono ważnym centrum handlowym i religijnym. Badania wykazały, że jest to jedno z największych stanowisk z rzeźbionymi pomnikami na przybrzeżnej równinie Pacyfiku oraz jedno z największych skupisk rzeźb w stylu olmeckim poza wybrzeżem Zatoki Meksykańską. 
W 2023 roku zostało wpisane na Listę światowego dziedzictwa UNESCO ze względu na swój unikatowy charakter oraz bogatą i długą historię zasiedlenia, która sięga przynajmniej IX wieku p.n.e.

## Nazwa
W języku kicze Tak'alik Ab'aj oznacza „stojący kamień”. Pierwotną nazwę Abaj Takalik nadała amerykańska archeolog Suzanna Miles, używając hiszpańskiego szyku wyrazów. Jednakże w języku kicze nie było to gramatycznie poprawne, dlatego rząd Gwatemali oficjalnie zmienił jego nazwę na Tak'alik Ab'aj. Holenderski antropolog Ruud Van Akkeren zaproponował, że oryginalna nazwa miasta mogła brzmieć Kooja. Słowo to pochodzi od jednego z wysoko postawionych elitarnych rodów indiańskich Mam i oznacza „księżycowe halo”.

## Opis

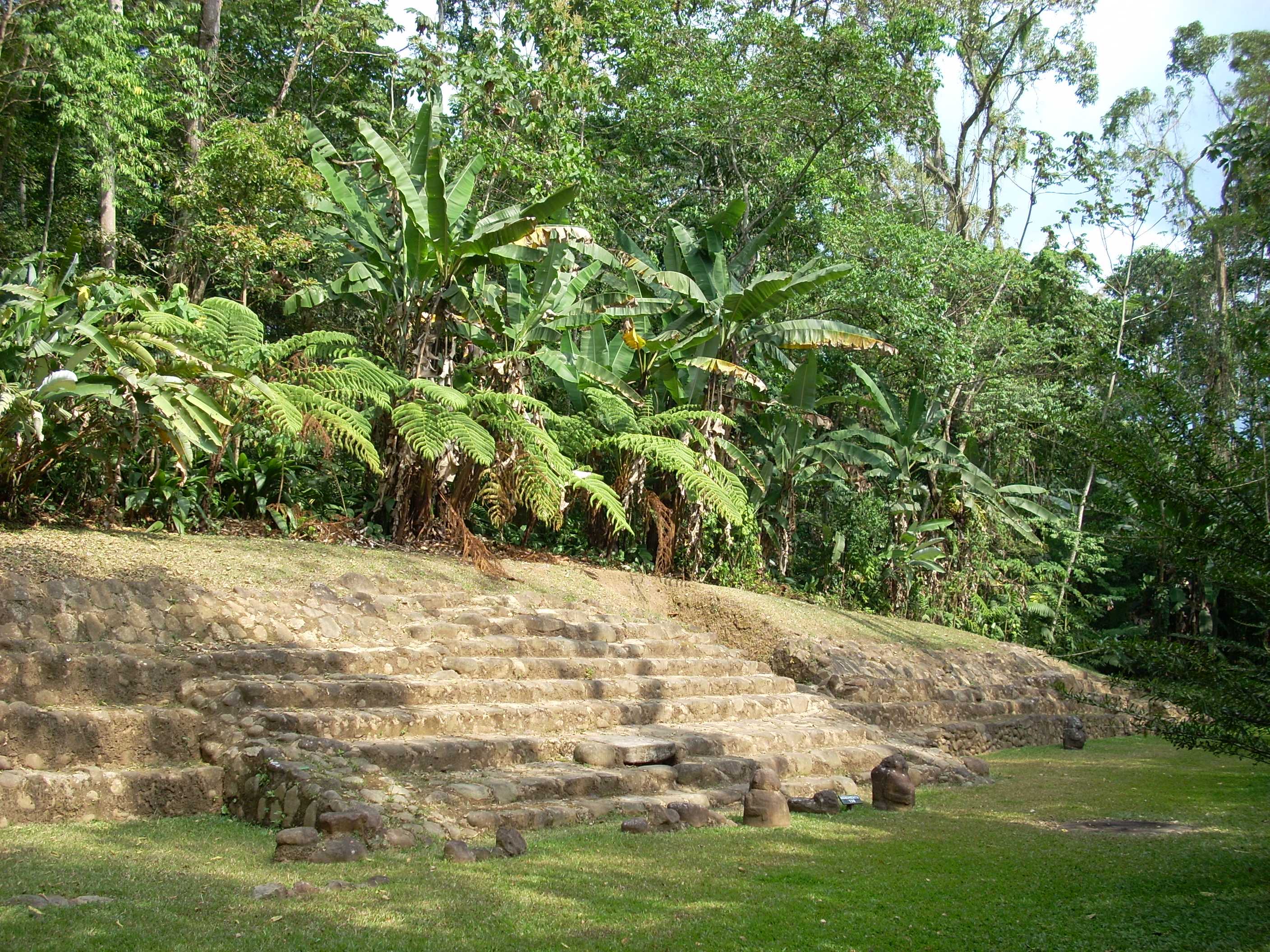
Schody prowadzące na jeden z tarasów

Stanowisko położone jest w południowo-zachodniej części Gwatemali w departamencie Retalhuleu, około 45 km od granicy z Meksykiem i około 40 km od Oceanu Spokojnego. Od stolicy kraju, Gwatemali dzieli je 190 km.
Miasto leży na górskim grzbiecie biegnącym z północy na południe, opadającym w kierunku południowym. Grzbiet ten od zachodu jest ograniczony przez rzekę Nimá, a od wschodu przez rzekę Ixchayá.
Jego centrum zajmuje około 6,5 km2 i obejmuje pozostałości około 70 monumentalnych budowli rozmieszczonych wokół kilkunastu placów. Ponadto znajdują się tam dwa boiska do gry w piłkę i ponad 239 kamiennych monumentów, w tym stele i ołtarze. Miasto posiadało również rozbudowany system kanalizacyjny oraz sauny z podziemnym drenażem zwane temazcal.

### Grupy architektoniczne
Budowle rozmieszczone są w czterech grupach architektonicznych: centralnej, północnej, zachodniej oraz południowej. Położone są one na dziewięciu tarasach, których szerokość waha się od 140 do 220 metrów, a wysokość od 4,6 do 9,4 metrów. Część z nich została stworzona sztucznie.
- Grupa centralna znajduje się na pięciu sztucznie stworzonych tarasach. Zawiera 39 struktur rozmieszczonych wokół kilku placów oraz ponad sto kamiennych monumentów. Badania wykazały, że grupa została zasiedlona w środkowym okresie preklasycznym[10].

- Grupa zachodnia położona jest na jednym sztucznie utworzonym tarasie, na którym znajduje się 21 struktur oraz siedem monumentów. Archeolodzy odkryli również kilka jadeitowych masek. Grupa była zamieszkiwana od późnego okresu preklasycznego do co najmniej późnego okresu klasycznego[10].

- Grupa północna wyróżnia się na tle pozostałych ponieważ powstała na naturalnych tarasach. Budowle również wznoszono przy użyciu innej metody niż te w grupie centralnej i były wykonane z ubitej gliny bez kamiennych materiałów. Ponadto zauważalny brak rzeźbionych monumentów sugeruje, że grupa ta była zasiedlana przez nową społeczność osadniczą, która przybyła do miasta w późnym okresie klasycznym. Prawdopodobnie była to jedna z grup Majów Kicze zamieszkujących wyżyny[10].

- Grupa południowa w przeciwieństwie do pozostałych grup nie sąsiaduje z nimi, lecz znajduje się około 5 km na południe od nich. Składa się z trzynastu kopców pełniących różnorodne funkcje, takie jak miejsca zamieszkania, obszary ceremonialne lub inne formy infrastruktury społeczeństwa Majów[11].

### Kanały

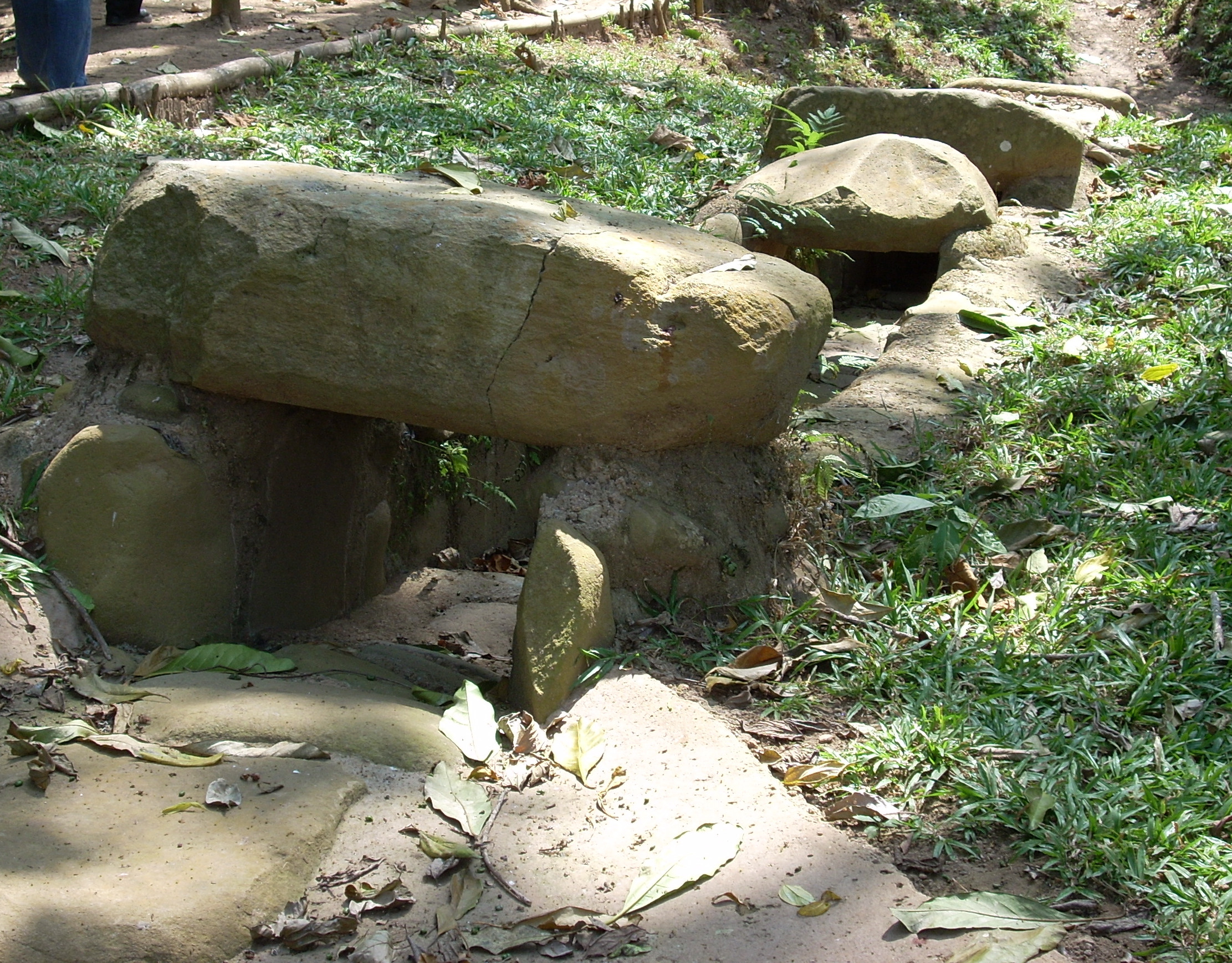
Kamienny kanał do odprowadzania wody deszczowej znajdujący się przy Strukturze 7

Miasto posiadało kamienne kanały, które służyły do kierowania spływem wody i utrzymania integralności strukturalnej głównych budowli. Używano ich również do dostarczania wody do obszarów mieszkalnych, ale możliwe, że miały także znaczenie rytualne związane z bogiem deszczu. Odnaleziono pozostałości dwudziestu pięciu kanałów różnej wielkości.
Na przestrzeni wieków zmieniała się metoda ich konstrukcji oraz rodzaj. Pierwsze kanały gliniane datuje się na środkowy okres preklasyczny, podczas gdy kanały wyłożone kamieniem powstawały od późnego okresu preklasycznego do klasycznego. Przypuszczalnie kanały gliniane nie były wystarczająco skuteczne, co doprowadziło do zmiany materiałów konstrukcyjnych i wprowadzenia kanałów kamiennych.

## Historia

### Wczesny okres preklasyczny
Stanowisko ma długą i nieprzerwaną historię osadnictwa. Najwcześniejsze ślady datowane są na końcówkę wczesnego okresu preklasycznego, około 1000 r. p.n.e. Pozostałości z tego okresu odnaleziono na zachód od Grupy centralnej, na brzegu potoku El Chorro. Pierwsze domy były budowane z podłogami wyłożonymi rzecznymi otoczakami oraz dachami krytymi strzechą trzcinową wspartymi na drewnianych palach. Analiza pyłków roślin wykazała, że pierwsi mieszkańcy przybyli na ten obszar, gdy był on jeszcze gęsto zalesiony. Następnie teren wykarczowano, by móc uprawiać kukurydzę i inne rośliny.

### Średni okres preklasyczny
Na początku średniego okresu preklasycznego obszar Takalik Abaj zaczęły zasiedlać prawdopodobnie ludy Mixe-Zoque, na co wskazuje obfitość rzeźb w stylu olmeckim datowanych na ten okres. W tym czasie zaczęto też wznosić budowle z częściowo palonej gliny. Natomiast ceramika z tego okresu należała do lokalnej tradycji Ocosito. Tradycja ta choć lokalna, wykazywała silne pokrewieństwa z ceramiką niziny przybrzeżnej i regionu Escuintla.
Wzniesiono także niską platformę tzw. Estructura Rosada, na której później zbudowano pierwszą wersję ogromnej Struktury 7. W końcowej fazie średniego okresu preklasycznego (ok. 700–400 r. p.n.e.) zaprzestano używania ceremonialnych struktur w stylu olmeckim. Nastąpił okres przejściowy, w którym pojawiły się pierwsze cechy typowe dla wczesnej kultury Majów. Zmiany były dokonywane na drodze stopniowego procesu.

### Późnym okres preklasyczny
W późnym okresie preklasycznym (300 p.n.e. – 200 n.e.) Takalik Abaj zajmowało ponad 4 km2 i było ważnym ośrodkiem z własnym stylem sztuki i architektury. Tworzono rzeźby z głazów oraz wznoszono stele i ołtarze. Między 200 p.n.e. a 150 n.e. rokiem Struktura 7 osiągnęła swoje maksymalne rozmiary. Wznoszono pomniki o znaczeniu politycznym i religijnym, a niektóre z nich nosiły daty w długiej rachubie i wizerunki władców.
Nowe budowle były wznoszone przy użyciu kamienia wulkanicznego, łączonego za pomocą gliny. Pojawiły się stopniowane struktury z wklęsłymi narożnikami i schodami wyłożonymi zaokrąglonymi kamykami. Jednocześnie stare rzeźby w stylu olmeckim były usuwane z pierwotnych miejsc i umieszczane przed nowymi budowlami.
Nastąpił także wzrost kontaktów z Kaminaljuyu, które w tym okresie stało się ważnym ośrodkiem handlu, łączącym nadbrzeżne szlaki handlowe Pacyfiku ze szlakiem rzeki Motagua.

### Wczesny okres klasyczny
We wczesnym okresie klasycznym, od około II wieku n.e., styl steli związany z przedstawieniami postaci historycznych rozwinięty w Takalik Abaj, został zaadaptowany na nizinach Majów, szczególnie w dorzeczu Petén. W tym okresie niektóre z wcześniej istniejących monumentów były celowo niszczone.
Badania archeologiczne wykazały, że ich niszczenie i wstrzymanie budowy nowych konstrukcji miało związek z pojawieniem się tak zwanej ceramiki w stylu Naranjo, która przypuszczalnie jest powiązana ze stylami z Teotihuacán. Sugeruje to, że miasto znalazło się pod obcą kontrolą, choć zdobywcy prawdopodobnie sprawowali kontrolę na odległość, zastępując lokalnych władców własnymi gubernatorami, nie wpływając jednocześnie na miejscową ludność.

### Późny okres klasyczny
W tym okresie ilość ceramiki w stylu Naranjo znacznie zmalała, co najpewniej miało związek z końcem obcych wpływów. Nastąpił wzrost liczby nowych budowli, a wiele monumentów zniszczonych przez zdobywców zostało odbudowanych.

### Okres postklasyczny
Chociaż miejscowa ceramika w stylu Ocosito była wytwarzana, to nastąpił wyraźny wzrost ceramiki Kicze, który koncentrował się szczególnie w północnej części miasta. Wynika to z podboju miasta przez Kicze, który miał miejsce około 1000 roku n.e. Lokalne style zostały zastąpione stylami zdobywców, a pierwotni mieszkańcy przypuszczalnie opuścili miasto.

## Odkrycie i badania

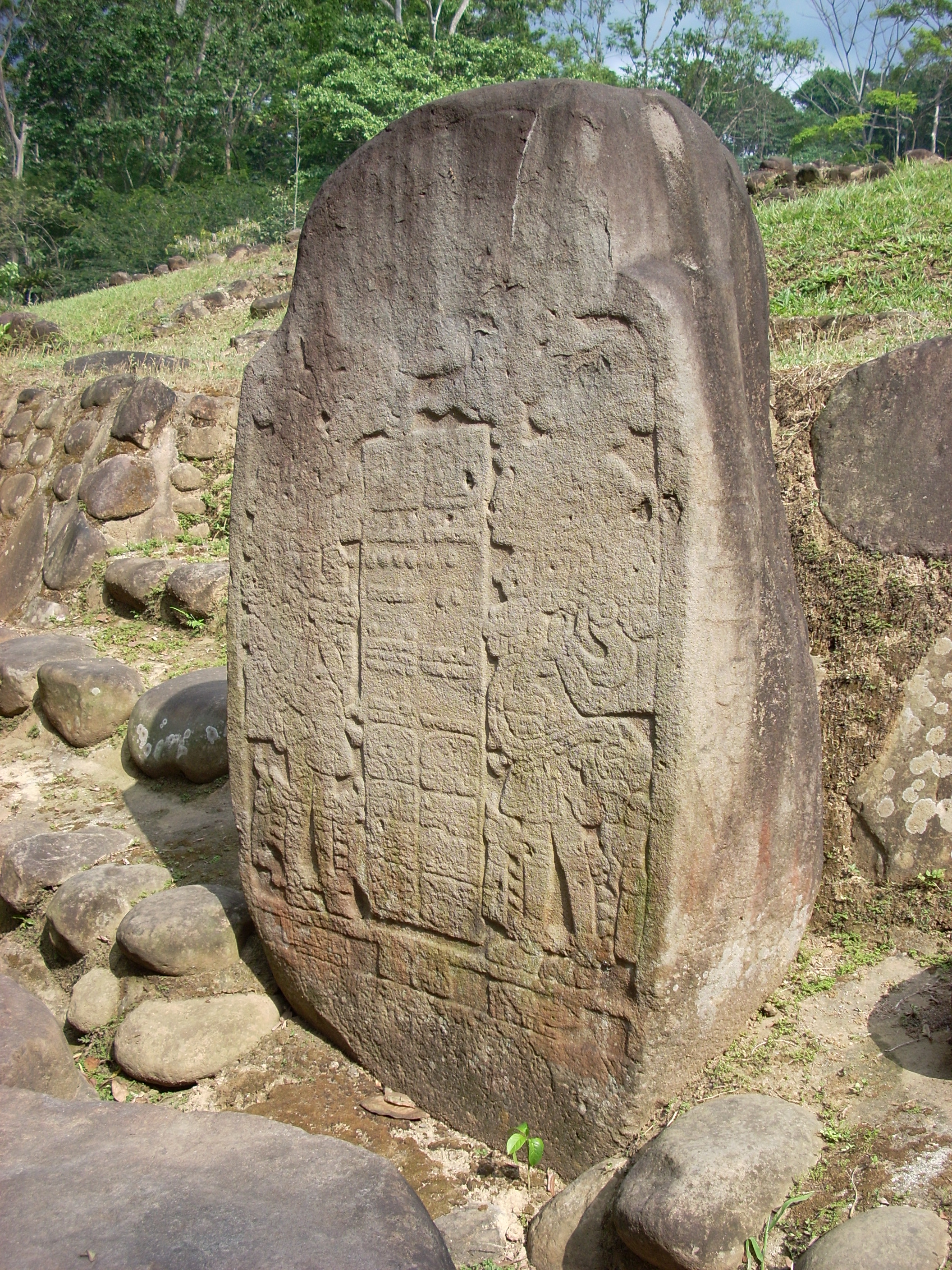
Stela 5

Takalik Abaj zostało odkryte w 1888 roku przez Gustava Bruhla, który jako pierwszy opublikował swoje zapiski na temat tego miejsca.
W 1894 roku niemiecki etnolog i przyrodnik Karl Sapper, opisał Stelę 1, po tym jak zobaczył ją przy drodze, którą podróżował. Także Max Vollmberg, niemiecki artysta, narysował Stelę 1 i opisał kilka innych monumentów, co przyciągnęło uwagę Waltera Lehmanna, który w latach 20. XX wieku rozpoczął badania rzeźb. W styczniu 1942 roku Eric S. Thompson odwiedził stanowisko razem z Ralphem L. Roysem i Williamem Webbem z ramienia Carnegie Institution, gdy prowadzili badania wybrzeża Pacyfiku, a swoją relację opublikowali w 1943 roku. Dalsze badania prowadzili Suzanna Miles, Lee Parsons i Edwin M. Shook. Miles nadała nazwę Abaj Takalik, która pojawiła się w drugim tomie książki Handbook of Middle American Indians wydanej w 1965 roku. Wcześniej miejsce to było określane różnymi nazwami, w tym San Isidro Piedra Parada i Santa Margarita, od nazw plantacji, na których się znajdowało, a także jako Colomba, od nazwy wsi położonej w departamencie Quetzaltenango.
W latach 70. XX wieku Uniwersytet Kalifornijski w Berkeley sfinansował badania, które rozpoczęły się w 1976 roku i były prowadzone przez Johna A. Grahama, Roberta F. Heizera i Edwina M. Shooka. W pierwszym sezonie odkryto 40 nowych monumentów, w tym Stelę 5, co zwiększyło liczbę znanych monumentów do kilkunastu. Wykopaliska trwały do 1981 roku i w tym czasie odkryto jeszcze więcej monumentów. Od 1987 roku wykopaliska były kontynuowane przez Gwatemalski Instytut Antropologii i Historii (IDAEH) pod kierownictwem Miguela Orrego i Christy Schieber.